# Hagen-Buschkänguru

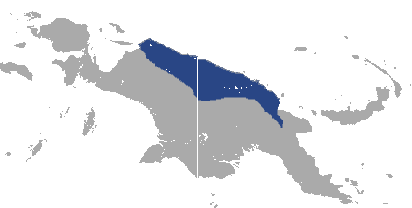
Verbreitungsgebiet des Hagen-Buschkängurus

Das Hagen-Buschkänguru (Dorcopsis hageni), auch als Weißstreifen-Buschkänguru bezeichnet, ist eine Känguruart aus der Gruppe der Buschkängurus. Es lebt im Tiefland im Norden von Neuguinea.

## Merkmale
Das Hagen-Buschkänguru erreicht eine Kopf-Rumpf-Länge von 42 bis 60 cm, eine Schwanzlänge von 31,5 bis 38 cm ein Gewicht von 5 bis 6 Kilogramm. Das Fell des Hagen-Buschkängurus ist kurz, dünn und farblich sehr variabel. Es ist hellbraun bis dunkel schwärzlich-braun, auf dem Rücken manchmal grau und am Bauch weißlich. Das Unterfell ist weiß. Typisch für die Art ist ein heller, weißlicher bis hellbrauner Rückenstreifen, der vom Kopf bis zur Schwanzbasis verläuft. Die Gliedmaßen und der Schwanz sind heller als der Körper und noch dünner behaart. Die Schwanzspitze ist haarlos und gelegentlich weiß.

## Lebensraum und Lebensweise
Das Hagen-Buschkänguru bewohnt primäre und sekundäre tropische Tieflandregenwälder und geht auch in vom Menschen beeinflusste Biotope z. B. in verwilderte Gärten. Es ist dämmerungs- und teilweise tagaktiv. Zum Schlafen zieht es sich in dichte Vegetation zurück. Über die Ernährung ist wenig bekannt. Wahrscheinlich ernährt es sich vor allem pflanzlich, nachgewiesen wurde die Aufnahme von unterirdisch wachsenden Pilzen. Nach Auskunft von Einheimischen frisst es auch Wirbellose. Die Weibchen bekommen ein einzelnes Jungtier pro Jahr. Die Fortpflanzung findet das ganze Jahr über statt.

## Gefährdung
Das Hagen-Buschkänguru wird von der IUCN als nicht gefährdet (Least Concern) gelistet, da es ein relativ großes Verbreitungsgebiet hat und noch recht individuenreich ist.